# Munda cor meum
Das Munda cor meum ist ein Gebet, das in der heiligen Messe im Römischen Ritus dem Evangelium vorausgeht. Es gehört zu den leise gesprochenen Privatgebeten und wird vom Diakon bzw. Priester gebetet, bevor er das Evangelium vorträgt; die Intention des Gebetes ist es, diesen Dienst trotz der eigenen Verfehlungen würdig zu verrichten.

## Text
| Lateinisch | Deutsch |
| --- | --- |
| Munda cor meum ac labia mea, omnipotens Deus, qui labia Isaiae Prophetae calculo mundasti ignito: ita me tua grata miseratione dignare mundare, ut sanctum Evangelium tuum digne valeam nuntiare. Per Christum, Dominum nostrum. Amen. | Reinige mein Herz und meine Lippen, allmächtiger Gott, wie du die Lippen des Propheten Isaias mit einem glühenden Stein gereinigt hast, so reinige mich in deinem gnädigen Erbarmen, damit ich dein heiliges Evangelium würdig verkünden. Durch Christus unseren Herrn. Amen. |

Das Gebet nimmt Bezug auf die Berufungsgeschichte des Propheten Jesaja:
5 Da sagte ich: Weh mir, denn ich bin verloren. Denn ein Mann unreiner Lippen bin ich und mitten in einem Volk unreiner Lippen wohne ich, denn den König, den HERRN der Heerscharen, haben meine Augen gesehen.6 Da flog einer der Serafim zu mir und in seiner Hand war eine glühende Kohle, die er mit einer Zange vom Altar genommen hatte.7 Er berührte damit meinen Mund und sagte: Siehe, dies hat deine Lippen berührt, so ist deine Schuld gewichen und deine Sünde gesühnt. (Jes 6 )

## Verwendung
Das Munda cor meum folgt im Ordo Missae unmittelbar auf Graduale und Alleluja bzw. Tractus und gegebenenfalls die Sequenz, die der Zelebrant früher rezitierte und die heute vom Lektor und der Choralschola vorgetragen werden. In Messfeiern, in denen der Zelebrant selbst das Evangelium liest oder singt, betet er das Munda cor meum – bis zur Liturgiereform nach dem Zweiten Vatikanischen Konzil tief verneigt vor der Mitte des Altares. Im Levitenamt dagegen kam die Verkündigung des Evangeliums dem Diakon zu. Dieser sprach das Munda cor meum kniend auf der Epistelseite des Altars. Danach erfolgte die Bitte um den Segen zur Verkündigung des Evangeliums und die Evangelienprozession. Während der Verrichtung des Gebetes wurde meist von einem Ministranten das Messbuch von der Epistel- auf die Evangelienseite des Altares übertragen und vom Chor der Gesang von Alleluja bzw. Tractus beendet. In der heutigen Messe mit Diakon erbittet der Diakon weiterhin den Segen vom Zelebranten, aber ohne vorheriges Munda cor meum.
Seit dem 11. Jahrhundert ist das Munda cor meum als Bestandteil des Ordo missae bekannt. Jedoch war es noch im 16. Jahrhundert nicht überall in Verwendung; in einige Eigenriten von Ordensgemeinschaften ist es nie aufgenommen worden.